# Zirc
Zirc (en alemán: Sirtz) es una ciudad del condado de Veszprém, Hungría. Es la capital del distrito de Zirc.

## Atracciones
- Abadía de Zirc, una abadía cisterciense
  - Museo de Ciencias Naturales de Bakony, situado en el territorio de la Abadía de Zirc
  - Biblioteca Conmemorativa Reguly Antal
- Arboreto Zirc
- Museo Etnográfico y Taller de Arte Popular Reguly Antal

## Ciudades hermanadas
Zirc está hermanada con:
- Pohlheim, Alemania (1990)
- Baraolt, Rumania (1990)
- Nivala, Finlandia (1998)
- Dertsen, Ucrania (2009)